# Црква светог Стефана Дечанског (Чип)
Црква светог Стефана Дечанског је један од православних храмова Српске православне цркве у Чипу (мађ. Szigetcsép). Црква припада Будимској епархији Српске православне цркве.
Црква је посвећена светом Стефану Дечанском. 

## Историјат
Пре садашње цркве постојала је у селу мања црква брвнара која је била неосвећена.
Садашња Црква светог Стефана Дечанског је подигнута 1776–1777. године. Звоник јој је призидан 1816. године. Иконостас у цркви потиче из 1907. године.
Црква је обновљена 1899. године. У цркви је чувана икона Богородица са Христом коју је насликао зограф Митрофан почетком 18. века. Сада се икона налази у Српској црквено-уметничкој и научној збирци у Сентандреји.
Црква светог Стефана Дечанског у Чипу је парохија Архијерејског намесништва будимског чији је Архијерејски намесник Протојереј Зоран Остојић. Администратор парохије је протојереј Радован Савић.